# Monokelkobra
Monokelkobra, eller Indisk spottkobra (Naja kaouthia) är en giftsnok som förekommer i sydöstra Asien. Ormen är starkt giftig och bett av monokelkobra har orsakat dödsfall hos människor. Precis som de flesta spottkobror kan exemplar av denna art från Indien spotta gift, dock inte så bra som dom asiatiska spottkobror.  

## Kännetecken
Monokelkobran är en slank och smidig orm med ljust gulbrunaktig till mörkt brunaktig, gråaktig eller svartaktig färg som blir upp till 1,5 meter lång. Större individer kan förekomma, men dessa är ovanliga. På hals- och nackskölden finns en ljusare teckning i form av en något oval eller rund cirkel, med mörk mitt och ibland också en mörkare yttre kant. 

## Utbredning
Monokelkobrans utbredningsområde omfattar nordöstra Indien, Nepal, Bangladesh, Myanmar, Kambodja, Laos, Thailand, norra Malaysia, sydvästra Kina och södra Vietnam.

## Levnadssätt
Monokelkobran är en marklevande orm, men den rör sig också smidigt i träd och är även en god simmare. Den kan förekomma i många olika habitat, från skog- och buskmarker till betesmarker och odlad mark, som risfält. 
Monokelkobran är huvudsakligen aktiv i skymningen och på natten, men den kan ibland även ses på dagen, ofta då solande. Vid jakt förlitar den sig på sitt luktsinne och sitt gift, som verkar nedbrytande både på bytets nervsystem och vävnader. Främst tar den små gnagare, grodor, ödlor och småfåglar.